# 扎格利夫卡
49°18′57″N 26°15′39″E / 49.31583°N 26.26083°E
扎赫利夫卡（烏克蘭語：Жаглівка）是位於烏克蘭西部的村莊，由赫梅利尼茨基州裡赫梅利尼茨基區的薩塔尼夫市鎮負責管轄。該村始建於1756年，面積0.61平方公里，海拔高度271米，2001年人口118，人口密度每平方公里194.1人。